# Sphecodes ranunculi
Sphecodes ranunculi är en biart som beskrevs av Robertson 1897. Sphecodes ranunculi ingår i släktet blodbin, och familjen vägbin. Inga underarter finns listade i Catalogue of Life.